# Leuchtturm Ovīši
Der Leuchtturm Ovīši (lettisch Ovišu bāka) ist der älteste funktionierende und aktive Leuchtturm in Lettland und befindet sich in Ovīši (deutsch Lyser Ort). Er wird von den Hafenbehörden von Ventspils (Windau) verwaltet.
Er ist aus mehreren Gründen einer der interessantesten Leuchttürme in Lettland. Erstens ist es der älteste Leuchtturm in Lettland. Zweitens ist das Design des Leuchtturms völlig einzigartig und es gibt keine ähnlichen im Baltikum. Und drittens hat nur dieser Leuchtturm ein Museum mit so vielen Exponaten.

## Beschreibung
Der Leuchtturm ist derzeit gut 500 Meter von der Küstenlinie entfernt. Er ist ein breiter, konischer Ziegelsteinturm in Form eines freistehenden Zylinders mit einem Metallkörper (Durchmesser 11,5 Meter, und somit der Leuchtturm Lettlands mit dem größten Durchmesser). Er ist verputzt und weiß getüncht. Die Wandstärke beträgt 64 cm. Im Inneren befindet sich ein zweiter Turm (3,5 m ⌀) mit einer Wendeltreppe bis ganz nach oben. Auf fünf Etagen befinden sich Ausgänge und Galerien zu Öffnungen in der Wand des Außenturms. Beide Türme haben eine gemeinsame, vertikale Achse. Der Doppelzylinder ist als Schutzelement konzipiert, um einen gewaltsamen Angriff abzuwehren. Die Höhe des Turms mit Laterne beträgt 37 Meter und 29,6 Meter ohne Laterne. Die Höhe der Laterne (ohne Windfahne, aber mit Sockel) beträgt 6 Meter. Das Dach ist mit Blech bedeckt, auf der Ebene des Laternenbodens befindet sich eine umlaufende Galerie mit Geländern. Die Höhe des Feuers beträgt 38 Meter über dem Meeresspiegel und 33,8 Meter über dem Boden. Der Leuchtturmkomplex umfasst ein Wirtschaftsgebäude, ein gemauertes Maschinenhaus, eine Sauna, ein Haus für die Bauaufsicht (1868) und ein Haus für die Aufseher (1904), das in den 1920er Jahren als Schmalspurbahnhof zur Versorgung des Turms mit Brennstoff, Material und Bedarf der Personals genutzt wurde.
Für die ungewöhnliche Bauweise gibt es unterschiedliche Ansichten: Sie sei darauf zurückzuführen, dass der Leuchtturm auch als Verteidigungsstruktur gegen lokale Piraten genutzt wurde. Die Treppe ist so gewunden, dass der Verteidiger (von oben) mit der rechten Hand die Waffe führt, sich mit der linken am Geländer festhält und der angreifende Pirat (von unten) beim Kampf eine sehr ungünstige Position hat. Es gab auch Berichte, dass der innere Turm zuerst gebaut wurde und der Leuchtturm in dieser Form zu funktionieren begann und mit dem äußeren Turm viel später ergänzt wurde.
Er wurde einst 350 Meter vom Meer entfernt gebaut, sodass sich das Meer wohl zurückzog. Nach einer anderen Version waren es zunächst etwa zwei Kilometer vom Leuchtturm bis zum Meer. Eindeutige Aussagen sind schwierig, da die Praxis zeigt, dass das Meer ohne menschliches Eingreifen normalerweise die Küste erodiert und an Land ‚vorrückt‘.

## Geschichte
Auf der Düne war einst eine Siedlung von Piraten und Strandräubern, die falsche Signalfeuer brannten, um Seeleute in dem gefährlichen Gewässer zu irritieren und dann die gestrandeten Schiffe auszurauben. Der Ort ist auf historischen Karten als Lusesort oder Lyserort bekannt. Der Name stammt vom schwedischen Wort lysa und bedeutet brennen, leuchten.
Der Erste, der einen Leuchtturm am „Kap Lusesort“ baute (wie es damals genannt wurde), wurde von Leonti Wassiljewitsch Spafarjew vorgeschlagen und sein Vorschlag wurde 1805 von der Admiralitätsabteilung genehmigt. Der Bau begann 1809, wurde jedoch während des Krieges gegen Napoleon vorübergehend unterbrochen und erst 1814 abgeschlossen. Der Leuchtturm von Oviši wurde erstmals 1846 in der Literatur erwähnt. Bis 1860 waren 20 Öllampen die Lichtquelle des Leuchtturms, die auf einem mechanisch drehbaren Sockel platziert wurden. Erste Renovierungsarbeiten gab es 1867. 1860 wurde ein rotationslichtoptisches Gerät von Soter, Lemoniet & Co mit einer Fresnellinse von 3,5 m ⌀ installiert, das am 15. Juli seine Arbeit aufnahm. Im Jahr 1882 wurde während der Renovierung ein Steinsockel gebaut und die Konstruktionen der Galerie und des Lichthauses ersetzt. Seit 1888 lief die Laterne mit Kerosin. 1897 wurde ein Telefon angeschlossen. 1900 wurde erneut renoviert.

### Erster Weltkrieg
Zu Beginn des Ersten Weltkriegs wurde, wie bei den meisten Leuchttürmen Lettlands, die Beleuchtungsausrüstung requiriert und nach Russland verbracht. Ebenso, wie bei den meisten Leuchttürmen in Lettland, installierten Deutschen, die das Gebiet besetzten, eine neue Acetylenlaterne am Leuchtturm, die 1919 von den bolschewistischen Besetzern zerstört wurde.

### Zweiter Weltkrieg
Während des Zweiten Weltkriegs blieb der Leuchtturm in Betrieb und es wurde zusätzlich ein dampfbetriebenes Sturmalarmsystem installiert.

### Sowjetzeit
Die von den Deutschen installierte Acetylenlaterne, die bis 1961 funktionierte, wurde 1952 auf Elektrizität umgestellt. Die Anlage war für Zivilisten gesperrt.

### Lettische Zeit
Im ehemaligen Generatorgebäude befindet sich ein Museum mit der reichsten Ausstellung aller Leuchttürme in Lettland. Viele Laternen werden ausgestellt, darunter von den Leuchttürmen Daugavgrīva und Slītere. Es gibt eine große Sammlung von Bojen im Hof. Bei klarem Wetter ist der „Leuchtturm Irbenstraße“ vom Balkon des Leuchtturms aus sichtbar.
Seit Oktober 2005 ist der Leuchtturm als „Technisches Kulturdenkmal“ № 8568 eingetragen.

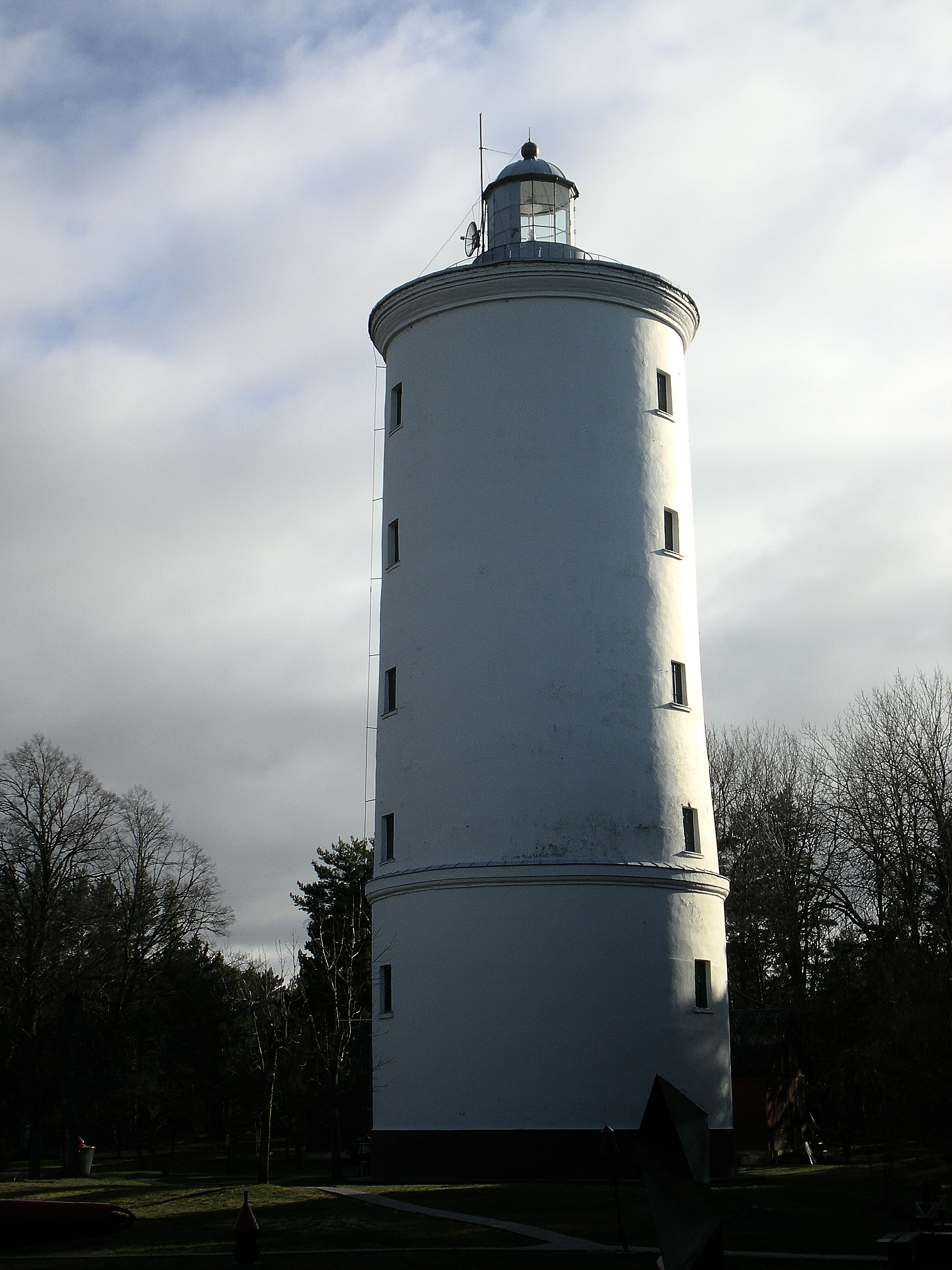
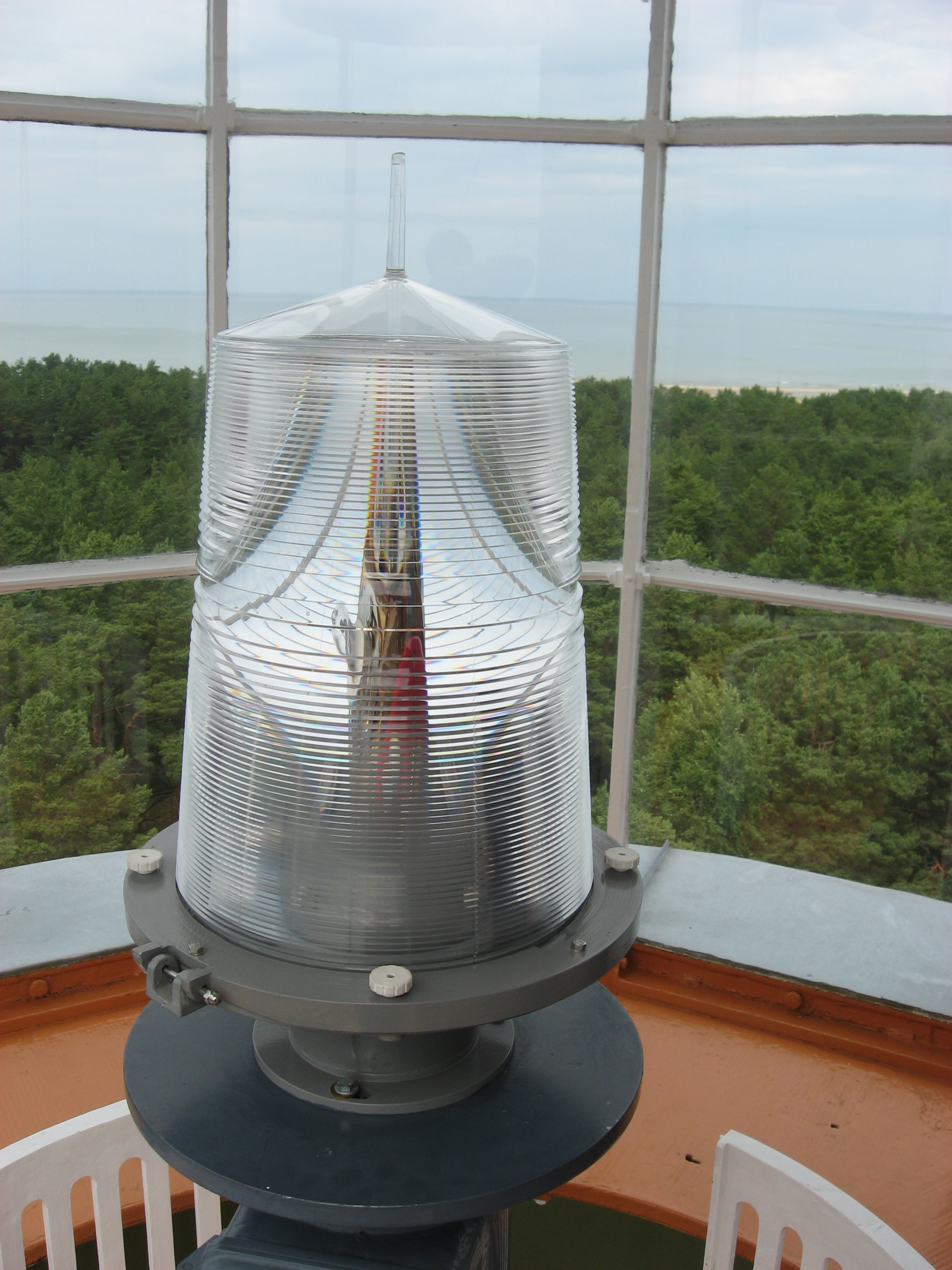
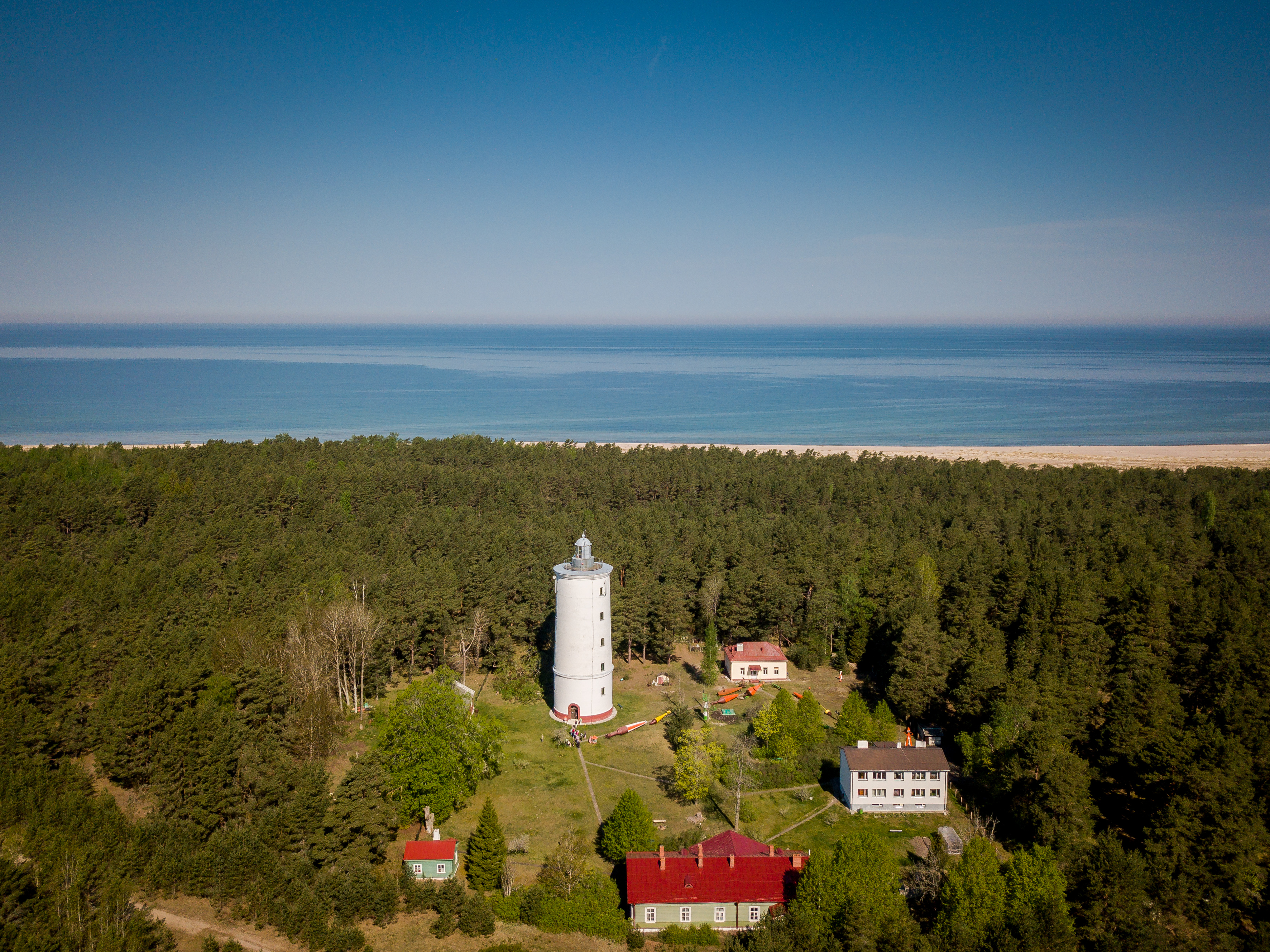
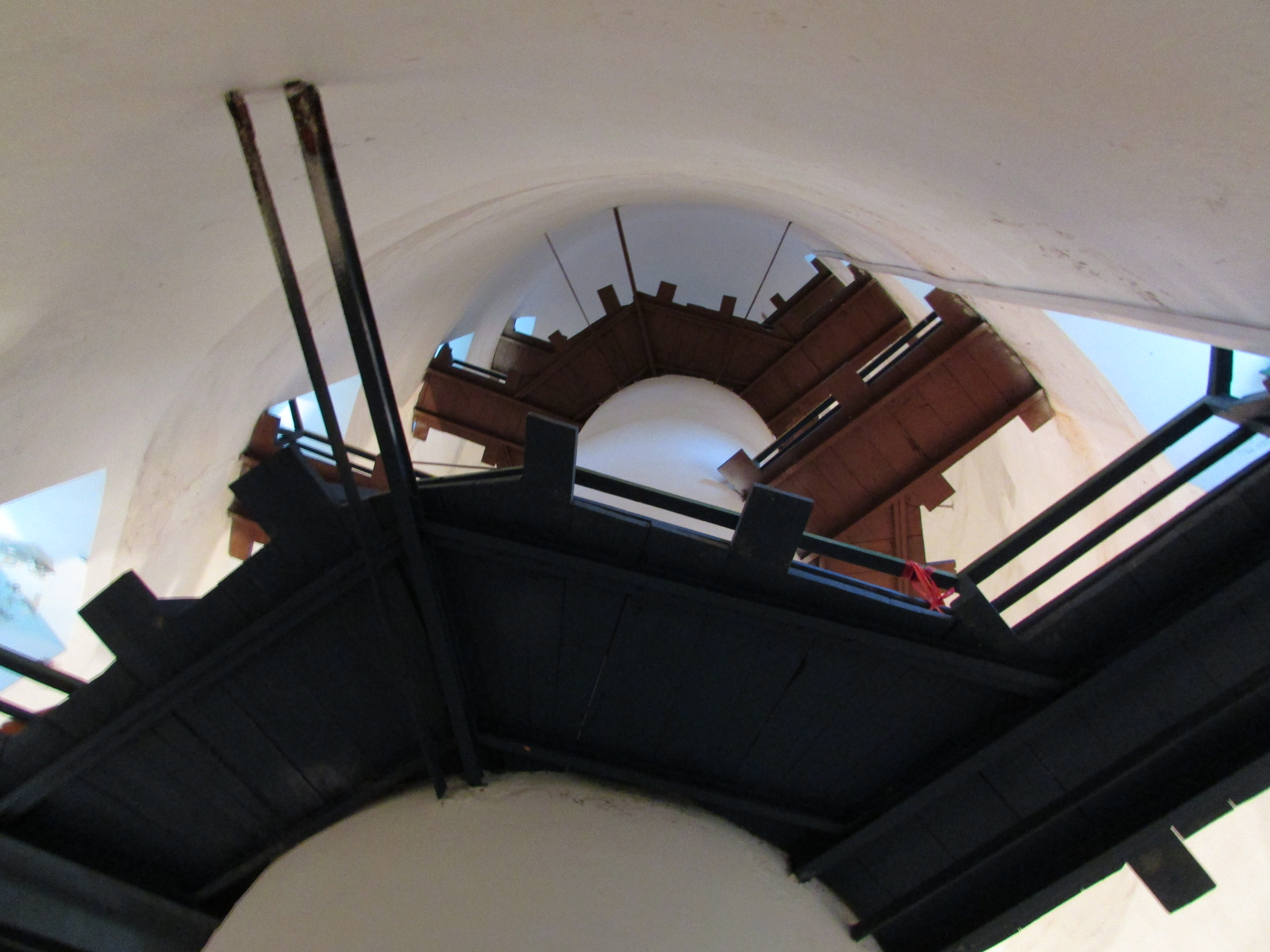